# Менехм
Менехм (греч. Μέναιχμος, лат. Menaechmus, ок. 380 до н. э. — ок. 320 до н. э.) — древнегреческий математик, ученик Евдокса, член Афинской Академии Платона, брат математика Динострата. Упоминается у античных авторов как первый исследователь конических сечений и в связи с попытками решить проблему удвоения куба.

## Биография и научная деятельность
Труды Менехма и детали его биографии до нас не дошли. Известно, что родился он в Малой Азии, в городе Алопеконнес. Основными источниками сведений о Менехме являются письмо Эратосфена к царю Птолемею Эвергету и труды Прокла Диадоха. Плутарх упоминает о том, что Менехм продемонстрировал Платону механическое устройство, решающее задачу построения ребра удвоенного куба; Плутарх добавляет, что Платон решительно не одобрил смешение высокой геометрии и низкой механики.

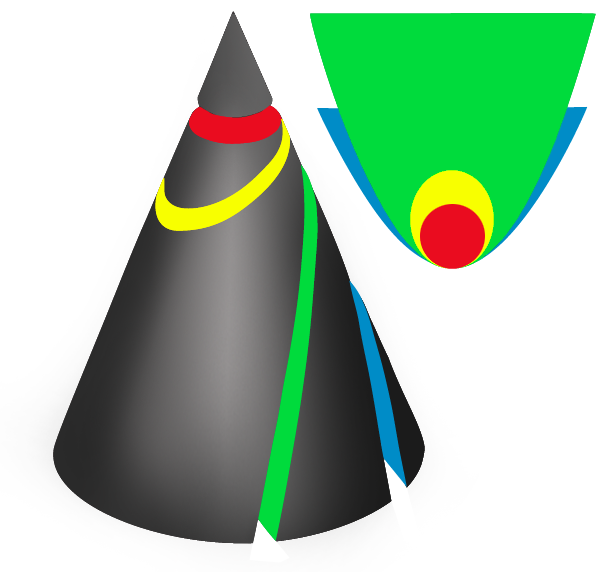
Конические сечения: круг, эллипс, парабола, гипербола

Прокл Диадох, цитируя Эратосфена, рассказывает об открытии Менехмом конических сечений (эллипса, параболы и гиперболы) и называет их «триадой Менехма». Современные названия дал впоследствии Аполлоний Пергский, сам Менехм и его последователи называли исследуемые кривые просто сечениями конуса.
Менехм обнаружил новые кривые, занимаясь проблемой удвоения куба. 
Связь с этой проблемой легко понять: для удвоения куба требуется извлечение кубического корня, а оно недостижимо с помощью циркуля и линейки; однако если в класс допустимых кривых (прямые и окружности) добавить конические сечения, то построение кубических корней выполнить несложно. Алгебраически это означает, например, что для решения уравнения {\displaystyle x^{3}=a} мы находим точку пересечения кривых {\displaystyle y=x^{2}} (парабола) и  {\displaystyle y={\frac {a}{x}}} (гипербола).
Сам Менехм опубликовал два способа удвоения куба: пересечением двух парабол или пересечением параболы и гиперболы; они отмечены в комментарии Евтокия Аскалонского к сочинению Архимеда «О шаре и цилиндре». 
Первый из упомянутых способов, в современной терминологии, означает построение пересечения парабол {\displaystyle x^{2}=ay} и {\displaystyle y^{2}=2ax}; абсцисса результата даёт {\displaystyle {\sqrt[{3}]{a}}}.
Наше понятие уравнения кривой было чуждо античным геометрам, однако соотношения между различными атрибутами кривой грекам были известны; они называли их симптомами. Часть этих соотношений, например, включающая проекции точек гиперболы на её асимптоты, по существу ничем не отличается от наших уравнений, правда, в косоугольной системе координат. Особенной виртуозности эта геометрическая техника достигла у Аполлония Пергского, который тоже занимался коническими сечениями.
Есть упоминание (не подтверждаемое в других источниках), что Менехм участвовал в обучении Александра Македонского, и при этом произнёс знаменитую фразу «В геометрии нет царского пути». Впрочем, за честь быть автором этой фразы с ним соперничает Евклид, а за честь её выслушать — Птолемей I.
Умер Менехм, предположительно, в городе Кизик.